# Julio comienza en julio
Julio comienza en julio es un filme chileno de 1979, del género drama, dirigido por Silvio Caiozzi y escrito por Gustavo Frías.
Fue la ganadora del premio Colón de Oro del Festival de Cine Iberoamericano de Huelva 1979 y recibió el Premio del Círculo de Críticos de Arte de Chile. En 1999, fue elegida la «mejor película chilena del siglo XX» por votación popular convocada por la Municipalidad de Santiago.
Es considerada por la crítica como uno de los mejores filmes del cine chileno, junto con El Chacal de Nahueltoro de Miguel Littín, Tres tristes tigres de Raúl Ruiz, La batalla de Chile de Patricio Guzmán y Machuca de Andrés Wood.

## Sinopsis
Don Julio García del Castaño es un poderoso terrateniente que debe velar por el futuro de sus tierras. Para ello debe preparar a Julito, su hijo y heredero, en las artes de convertirse en un hombre.

## Producción
La película se rodó en Pirque y Calera de Tango (como extraña coincidencia, la película comenzó a rodarse en julio de 1976). Se contaba con un presupuesto muy reducido, por lo que actores y técnicos cobraron montos mínimos por participar en ella. Fue filmada en formato 16 mm y en blanco y negro, siendo traspasada posteriormente a 35 mm y a formato sepia en laboratorios de Estados Unidos.

## Reparto
- Felipe Rabat – Don Julio García
- Juan Cristóbal Meza – Julito García
- Schlomit Baytelman – María
- Luis Alarcón – Alberto García
- Alejandro Cohen – Aurelio García
- Jaime Vadell – Abogado Torres
- Fritz Stein – Filberto
- Ana González – Teresa
- José Manuel Salcedo – Sr. Maturana
- Elsa Alarcón – Abuela Lucrecia
- Marión Soto – Sra. Elisa
- Gloria Münchmeyer – Josefina
- Lucy Salgado – Alicia
- Jorge Yáñez – Juan Merejo
- Delfina Guzmán – Virginia, viuda de Otaraiza
- Nissim Sharim – Doctor
- Raúl García - Extra y doble de riesgo.
- Rafael Benavente - Pior Franciscano
- Jorge Álvarez – Sacerdote
- Aquiles Sepúlveda – Segundo
- Vicente Santamaría – Pedro
- María Castiglione – Meche
- Alfonso Luco – Alfonso
- Pedro Gaete – Memo
- José Cabello – Manuel
- Víctor Sepulveda – Raimundo
- Sergio Urrutia – Juanito
- Magdalena Aguirre – Monja
- Marcial Edwards - Periodista
- María Elena Montero – Sra. de Aurelio
- Ana María Palma – Sra. de Filiberto
- Enrique Pérez López - Extra Pelea de Gallos

## Recepción
En su estreno el film no sólo obtiene un resonante éxito de público y crítica, también se hace merecedor del Colón de Oro a la mejor película del Festival de Cine Iberoamericano de Huelva y será exhibida en la exigente Quincena de Realizadores del Festival de Cannes. 
En Julio comienza en julio ya están presentes una serie de rasgos que convertirán a Silvio Caiozzi en uno de los más importantes directores de cine chilenos: un gran sentido de la puesta en escena, notable manejo de la dirección de actores y una gran capacidad para generar lecturas de la situación política del país a través del implícito. En 1999 Julio comienza en julio fue elegida la mejor película chilena del siglo XX, con base en la votación popular organizada por la Ilustre Municipalidad de Santiago.